# قفس ببر (فیلم)
قفس ببر (به انگلیسی: Tiger Cage) یک فیلم سینمایی هنگ کنگی اکشن محصول سال ۱۹۸۸ به کارگردانی یوئن وو-پینگ و بازیگران اصلی این فیلم  سیمون یام ، کارول چنگ ، جکی چیانگ ، ایرن وان و دانی ین هستند. این فیلم دنباله ای به نام قفس ببر ۲ دارد که دو سال بعد در سال ۱۹۹۰ با داستانی متفاوت و جدید منتشر شد.